# Sapium paucinervium
Sapium paucinervium là một loài thực vật có hoa trong họ Đại kích. Loài này được Hemsl. miêu tả khoa học đầu tiên năm 1900.